# ゴールデンアワー (ゲーム)
『ゴールデンアワー』は、NIKOより2017年7月28日に発売の18禁美少女アドベンチャーゲーム。

## あらすじ
負傷により、サッカー選手としての選手生命を絶たれた主人公の石森雄也は自堕落な日々を送るようになっていた。放課後にユキと名乗る少女に出会う。

## 登場人物
石森 雄也（いしのもり ゆうや）
声：なし
本作の主人公。元サッカー部レギュラーで周囲からも期待されていたが事故による負傷でサッカーを続けられなくなり、自堕落な日々を送る。
広瀬 夏未（ひろせ なつみ）
声：あじ秋刀魚
優等生で男女問わず人気が高い。恋愛経験が無い。
北上 まりか（きたかみ まりか）
声：鈴谷まや
雄也の幼馴染で以前は交際していた。
七北田 瑠璃（ななきた るり）
声：ヒマリ
元サッカー部マネージャー。サッカー部の元キャプテンと付き合う。
名取 すず（なとり すず）
声：くすはらゆい
読者モデル。
誕生日：12月24日
血液型：O型
ユキ
声：歩サラ
広瀬夏未に似ている少女。
梅田 千尋（うめだ ちひろ）
声：白月かなめ
存在感が無いため学園に出没するという噂の幽霊と勘違いされる。
砂押 リサ（すなおし りさ）
声：橘まお
読者モデル。

## スタッフ
- キャラクターデザイン・原画 - 南浜よりこ、北風つかさ
- シナリオ - 小西翼
- 音声制作 - MME

## 反響

### 人気投票
月間げっちゅ投票「このゲームはプレイしとけ！」2017年07月発売タイトル4位、美少女ゲーム大賞2017において、ミュージック部門7位、キャラクター部門16位
を獲得した。

### 文献
- 「BugBug春一番SCOOP!!」『BugBug』、富士見書房、2017年3月号。